# Wilhelm Krüger
Wilhelm Krüger   (Stuttgart, 5 d'agost de 1820 - Stuttgart, 17 de juny de 1883) fou un eminent pianista i compositor alemany.

## Biografia
Va estudiar primer amb Peter Joseph von Lindpaintner. Va ser enviat a París pel rei de Wurtemberg, i es va quedar allà durant quatre anys per continuar els seus estudis, ensenyant i tocant. Després va anar a Berlín, on es va establir com a pianista de la cort i va ser deixeble de Siegfried Dehn.
El 1845 tornà a París i romangué com a professor de piano, continuant la seva activitat en solitari i dedicant-se a la composició. Compon 168 peces per a piano de tot tipus, incloent peces com: estudis, Six Jours de la Semaine són particularment coneguts, capricis, nocturns, peces de gènere, transcripcions, danses, un Bolero, una polonesa.
Va fundar la societat benèfica Alemanya, que sota el segon Imperi va ser un dels principals llocs d'intercanvi entre artistes francesos, com Édouard Lalo, Louis Théodore Gouvy i alemanys. Va cessar la seva activitat el 1870.
Va introduir intèrprets com Clara Schumann (1862), compositors com Bach i Händel, la música de teclat de la qual va editar. Organitzà diversos concerts cada any per ajudar els artistes alemanys a quedar-se a París. Juntament amb el violinista Richard Hammer i el violoncel·lista François-Emile Rignault, va interpretar per primera vegada el trio de Robert Schumann, Opus 63, a París, a principi de 1856.
El desembre de 1868, va obrir amb Benjamin Godard un curs de música Ensemble situat a la Rue Bergère 26 de París. Després de la declaració de guerra francoprussiana, va tornar a Stuttgart per ensenyar al Conservatori.